# 9K38 이글라
9K38 이글라(러시아어: 9К38 «Игла́»; "바늘"이라는 뜻)는 소련의 휴대용 견착식 지대공 미사일으로, NATO 코드네임은 SA-18 그로스이다.
SA-7과 SA-14를 개량하여 만든것이 SA-18이며, SA-16은 1981년, SA-18 이글라는 1983년에 실전에 배치되었다.
SA-18은 새로운 시커와 개량된 노즈커버를 사용한다. SA-18의 새로운 노즈버커는 노즈끝에 항력감소봉인 스파이크를 채용하여 바람의 저항을 감소시키게 하는 기능을 한다. SA-18은 최소사거리 3.5km/최대사거리 5.2km를 가지며, 2개의 시커를 가지고 있기 때문에 전자방해책에 강한 편이다. 그러나, 최대속도는 그리 빠르지 않은 마하2.0급이다. 탄두는 고폭탄두(HE)를 사용한다.

## 버전
9K310 이글라-1 (SA-16)무게 10.8 kg, 사거리 4.5 km, 고도 10-3500 m
9K38 이글라 (SA-18)무게 10.8 kg, 사거리 5.2 km, 고도 10-3500 m
9K310 이글라-S (SA-24)무게 10.8 kg, 사거리 6 km, 고도 10-3500 m

## 주요제원
- 최고속도: 마하2.0
- 사거리: 최소 3.5km ~ 최대 5.0km
- 탄두타입: 고폭탄두

## 운용현황
현재는 탄두를 강화하고 더욱 정교해진 lgla-S를 계속 생산 중에 있다.
- 앙골라
- 불가리아
- 독립국가연합
- 쿠바
- 체코
- 핀란드
- 헝가리
- 이라크
- 대한민국
- 조선민주주의인민공화국
- 니카라과
- 페루
- 슬로바키아
- 시리아
- 유고슬라비아

## 같이 보기
- 신궁 미사일
- 불곰사업